# Ginette Mathiot
Pour les articles homonymes, voir Mathiot.
Geneviève Mathiot dite Ginette Mathiot, née le 23 mai 1907 dans le 14e arrondissement de Paris et morte le 14 juin 1998 dans le 13e arrondissement de Paris, est une enseignante en arts ménagers et auteure de livres de cuisine française. Elle est connue notamment pour Je sais cuisiner (1932), adapté dans la collection « Le Livre de poche » sous le titre La Cuisine pour tous (1955). Les ventes de cet ouvrage ont constitué un record dans l'histoire de l'édition française.

## Biographie
Ginette Mathiot est la fille d'un pasteur protestant, sa mère est alsacienne. Elle fait ses études secondaires au lycée Fénelon, à Paris, où elle a pour condisciple Simone Weil. Sa famille ne l'autorise pas à entreprendre des études de médecine. Elle ne l'autorise pas non plus à se marier, les sept prétendants successifs n'étant pas protestants : « Si les gens qui se servent de mon livre, soupire-t-elle, savaient combien de larmes d'amour contrarié ont mouillé les fiches sur lesquelles j'écrivais mes recettes ! » Elle suit des cours de pédagogie en Sorbonne. Elle est élève de l'École normale d'enseignement ménager de la ville de Paris. 
En 1930, l'éditeur Albin Michel souhaite publier un livre de cuisine prenant en compte la diététique. Il se rend au collège de jeunes filles Paul-Bert, situé juste en face de ses bureaux, rue Huyghens. On lui recommande une jeune enseignante, Hélène Delage. Celle-ci hésite devant l'ampleur de la tâche. Elle fait appel à Ginette Mathiot, 23 ans, une camarade de l'École normale. Les parents de cette dernière, qui ne croient pas au succès, lui conseillent une cession définitive du manuscrit, plutôt qu'un pourcentage sur les ventes. Le forfait est donc fixé à 8 000 francs (l'équivalent de 4 808 euros en 2021), somme à partager entre les deux jeunes femmes. Toutes les recettes sont testées par Ginette Mathiot ou par un de ses élèves. Hélène Delage ne participe pas au travail. Elle perçoit néanmoins sa part en tant qu'intermédiaire, et voit son nom porté en couverture du livre au côté de celui de Ginette Mathiot. Je sais cuisiner paraît le 1er août 1932, en 650 pages contenant « près de 2 000 recettes » (1 900 recettes).
Après la Seconde Guerre mondiale, Robert Esmenard, le successeur d'Albin Michel, accorde à Ginette Mathiot un modeste pourcentage sur les ventes. Jusqu'en 1950, Je sais cuisiner porte les deux signatures. En 1953, il paraît dans une « nouvelle édition revue par Ginette Mathiot », où le nom d'Hélène Delage ne figure plus. En 1955, le livre est adapté pour la collection « Le Livre de poche », créée deux ans plus tôt. Intitulé La Cuisine pour tous, il est ramené à 500 pages et 1 243 recettes.
Ginette Mathiot écrit plus d'une trentaine de livres de cuisine. Elle poursuit une longue carrière dans l'Éducation nationale : elle est professeur, et plus tard inspectrice générale de l'enseignement ménager.
Fin janvier 1998, quelques mois avant sa mort, le tirage de Je sais cuisiner est de 2 443 129 exemplaires, tandis que les ventes de La Cuisine pour tous atteignent les 2 500 000 exemplaires. L'ensemble constitue à l'époque un « record absolu de diffusion pour un ouvrage français dont l'auteur est toujours vivant ».
Ginette Mathiot meurt le 14 juin 1998, à 91 ans. En 2008, son best-seller cumule des ventes de 6,3 millions d'exemplaires dans le monde. Luc Rosenzweig explique « l'étonnante longévité » du livre par son « immense sérieux », son « refus de la cuisine paillettes […] qui nous mène bien loin des histrions médiatico-culinaires ».

## Distinction
- Officière de la Légion d'honneur.

## Publications
Par date et nom de première parution

### Livres de cuisine
- 1932 : Je sais cuisiner, par un groupe de cordons bleus, sous la direction de Mlles H. Delage et G. Mathiot, professeurs d'enseignement ménager à la ville de Paris : près de 2 000 recettes de plats exquis, de recettes simples, de conseils rationnels, de données d'hygiène alimentaire, d'économies facilement réalisables, Paris, Albin Michel, 650 p. avec figures[3].
- 1938 : Je sais faire la pâtisserie.
- 1948 : Je sais faire les conserves.
- 1953 : La Cuisine à l'école et à la maison (avec Marie-Louis Cordillot et Janine Briand).
- 1955 : La Cuisine pour tous, par un groupe de professeurs de l'enseignement ménager sous la direction de Ginette Mathiot, coll. « Le livre de poche encyclopédique », 500 p., Paris, Albin Michel[7].
- 1959 : Je sais cuisiner en vacances, camping, caravaning, yachting (avec Sacha Nélidow).
- 1962 : 400 recettes pour 100 convives, bonne cuisine en collectivité (avec Raymond Paumier).
- 1963 : La Pâtisserie pour tous.
- 1965 : Je sais cuisiner autour du monde. Cuisine étrangère et exotique.
- 1966 : La Cuisine de tous les pays.
- 1967 : Merveilles de la cuisine internationale et exotique.
- 1969 : Cuisine pour toi et moi, plus de 500 recettes pour nous deux.
- 1972 : Bon appétit : de 1 jour à 20 ans.
- 1975 : À table avec Édouard de Pomiane.
- 1977 : 365 plats du jour : et l'art d'accommoder leurs restes.
- 1977 : Les Conserves pour tous : comment les utiliser.
- 1977 : Mon livre de cuisine.
- 1980 : La Pâtisserie pour tous.
- 1985 : Pain, cuisine et gourmandises.
- 1988 : Cuisiner pour les enfants et les adolescents.
- 1999 : 500 recettes pour tous les jours (publication posthume).

### Publications éducatives et pédagogiques
- 1957 : Comment enseigner l'éducation ménagère ou Les Éléments de l'art de former une maîtresse de maison.
- 1959-1967 : Série Manuel d'éducation ménagère : cours complémentaires, collèges et préparation aux C.A.P. techniques et ménagers :

1. : Hygiène alimentaire (avec Nelly de Lamaze, Thérèse Laverré), 1959 ;
2. : La Maison, équipement (avec Nelly de Lamaze, Anne-Marie Guyot), 1962 ;
3. : Hygiène familiale (avec Nelly de Lamaze, Anne-Marie Guyot), 1963 ;
4. : Organisation ménagère et budget familial (avec Nelly de Lamaze, Nicole Ronnet), 1965 ;
5. : La Maison, construction, aménagement, installation (avec Nelly de Lamaze, Renée Assant), 1967 ;
6. : Le Linge et les vêtements, achats, entretien, rangement, les travaux de couture (avec Nelly de Lamaze, Marcelle Le Sant), 1967.

- 1969 : Inadaptée hier, adaptée demain, expériences de formation pré-professionnelle (avec Marthe Mazoyer).
- 1974 : Comptabilité et économie familiale : programme du monitorat d'enseignement ménager familial, B.T.S. en économie sociale familiale, diplôme de conseiller en économie familiale et sociale (avec Nicole Ronnet), Paris, Lanore[9].
- Les Comptes de la maison, Paris, Lanore[10].
- Notions de comptabilité familiale, (avec Mme Mereau), Paris, Lanore[10].

### Traductions
- 1965 : The French Pocket Cookbook (en)
- 1967 : Cucina Internazionale ed Esotica - 600 Ricette da Tutto il Mondo (it)
- 1970 : Världen runt i mitt eget kök (sv)
- 1973 : Yo se cocinar: Lo mejor de la gastronomia francesa (es)
- 1978 : Deltas kookboek voor jou en mij (nl)
- 1978 : Het grote kookboek van de Franse keuken (nl)
- 1993 : Koken voor 2 (nl)
- 1993 : ポワラーヌのパン料理 (ja)
- 2009 : I Know How to Cook (en)

### Télévision
« Existe-t-il une nouvelle cuisine française ? » Apostrophes, 26 mars 1976.